# 3 헤디드 몬스터스
3 헤디드 몬스터스(영어: 3 Headed Monsters)는 미국 3on3리그인 BIG3 소속 농구 팀이다.